# Ladrillar
Ladrillar è un comune spagnolo di 296 abitanti situato nella comunità autonoma dell'Estremadura.